# خانه هگل
خانه هگل (آلمانی: Hegelhaus) موزه ای در اشتوتگارت آلمان است که در خانه ای واقع شده‌است که گئورگ ویلهلم فردریش هگل فیلسوف بزرگ آلمانی در آن متولد شد.
هگل در ۲۷ اوت ۱۷۷۰ میلادی در اشتوتگارت به دنیا آمد و ۱۸ سال اول زندگی خود را در این شهر اقامت داشت. او در ۱۴ نوامبر ۱۸۳۱ بر اثر وبا در برلین درگذشت. خانه هگل در Eberhardstraße است و متعلق به قرن ۱۶ می‌باشد.
طبقه همکف شامل نمایشگاهی دربارهٔ اشتوتگارت در زمان زندگی هگل است. نمایشگاه دیگری به داستان زندگی هگل اختصاص دارد و شامل کلاه بره معروف و یاداشت‌هایی از او (کتاب دوستی هگل) است. اتاق سوم شامل کلاژ متنی از نقل قول‌های کلیدی از هگل و نسخه‌های مختلف آثار او به زبان‌های مختلف است.